# 강지후
강지후(본명 : 강우석, 1980년 12월 7일 ~ )는 대한민국의 배우이다.

## 생애
1993년 SBS 시트콤 오박사네 사람들에서 아역 배우 첫 데뷔 후 1994년 MBC 시트콤 김가 이가에도 출연에 이어 1999년 연극배우로 데뷔하였고 2002년 KBS 공채 20기 탤런트로 정식 데뷔하였다.
KBS 공채 탤런트 이전, 대학 시절에 MBC 공채 개그맨 선발대회에서 최종 합격한 이력이 있다.

## 출연작

### 드라마
- 2003년 KBS 《무인시대》 ... 김사미 역
- 2004년 KBS 《알게될거야》
- 2004년 MBC 《영웅시대》 ... 청년 박일 역
- 2004년 KBS2 《애정의 조건》
- 2005년 MBC 《원더풀 라이프》
- 2005년 KBS 《그녀가 돌아왔다》
- 2005년 SBS 《서동요》 ... 백제군 부장 역
- 2006년 KBS 《강이 되어 만나리》
- 2006년 KBS 《대조영》 ... 보덕왕 역
- 2006년 KBS 《아줌마가 간다》
- 2007년 tvN 《로맨스 헌터》
- 2007년 MBC 《뉴하트》 ... 우인태 역
- 2008년 KBS  《대왕 세종》 ... 풍개 역
- 2009년 MBC 《선덕여왕》 ... 임종 역
- 2009년 E채널 《여자는 다 그래》 ... 최배식 역
- 2011년 KBS 《가시나무새》 ... 고정엽 역
- 2011년 KBS 《광개토태왕》 ... 소모 역
- 2013년 KBS 《대왕의 꿈》 ... 염종 역
- 2016년 KBS 《장영실》 ... 성사국 역
- 2016년 tvN 《안투라지》
- 2017년 OCN 《듀얼》 ... 박서룡 역
- 2019년 KBS2  《닥터 프리즈너》... 강검사 역
- 2020년 tvN 《철인왕후》 ... 김석근 역